# Moustapha Ould Limam Chafi
Moustapha Ould Limam Chafi (variante : Chaavi, Chafei), né vers 1960, a été un conseiller de l'ombre chargé des « bons offices » de l'ex-président burkinabé Blaise Compaoré, réputé proche également des présidents malien Amadou Toumani Touré, nigérien Mahamadou Issoufou, guinéen Alpha Condé sénégalais Macky Sall, togolais Faure Gnassingbé, bissau-guinnéen Umaro Sissoco Embaló, rwandais Paul Kagame et ivoirien Alassane Ouattara.

## Origine familiale et enfance
Il est issu de l'ensemble tribal des Tadjakant de la région de l'Assaba, précisément la localité de Guerou (550 km à l'est de Nouakchott), dont de nombreux éléments se sont expatriés pour faire fortune ailleurs en Afrique, notamment en République démocratique du Congo et en Angola.
Les Tadjakant, une tribu maraboutique et commerçante (« orfèvre du Coran et du négoce ») était celle de son père Limam Chafi, très proche du régime d'Hamani Diori lorsque celui-ci était président du Niger, et fortement soupçonné d'avoir soutenu un coup d’État contre son successeur, le président nigérien Seyni Kountché.
Il indique avoir « commencé (sa) carrière dans la philatélie, très jeune avec des partenaires Arméniens » avec lesquels il a « pu, pendant de nombreuses années, gagner suffisamment d’argent ».

## Un conseiller de l'ombre de Blaise Compaoré
Probablement dans les années 90, Chafi devient l'éminence grise du président Compaoré en matière de politique internationale.
Il est présumé avoir été la tête pensante de la tentative putsch sanglant des Cavaliers du changement le 8 juin 2003 contre le Président Maaouiya Ould Sid'Ahmed Taya. Chafi aurait d'ailleurs échappé à une tentative d’enlèvement à Lomé l'année suivante par les services mauritaniens.
Chafi est surtout connu pour avoir été le négociateur pour la libération de plusieurs otages occidentaux au Sahel détenus par Al-Qaïda au Maghreb islamique (Aqmi) (notamment le Canadien Robert Fowler et de son assistant, kidnappés en décembre 2008 et libérés en avril 2009, des trois humanitaires espagnols Alicia Gamez, Roque Pascual et Albert Vilalta enlevés le 29 novembre 2009 libérés en 2010, et peut-être le Français Michel Germaneau assassiné quatre semaines avant).
Parmi les autres affaires diplomatiques dans lesquelles il aurait été impliqué ce conseiller de l'ombre, on mentionne l'évacuation sanitaire vers Rabat du chef de la junte guinéenne, le capitaine Moussa Dadis Camara après une tentative d'assassinat (celui-ci restera par la suite en exil à Ouagadougou).
Moustapha Ould Limam Chafi a été évacué le 1er novembre 2014 à Abidjan à bord d’un avion spécial affrété par la Présidence ivoirienne à la chute du chef de l’État burkinabé
La famille de Chafi, sa femme et quatre enfants, est aujourd'hui installée au Maroc. Il vit lui-même aujourd'hui entre Rabat et Abidjan.

## Un opposant au président mauritanien Abdel Aziz
Moustapha Ould Limam Chafi est un opposant acharné de l'ex-président mauritanien Mohamed Ould Abdel Aziz, à qui il reproche sa stratégie de lutte contre AQMI en 2012. Surtout, il était le mentor de l’ancien président Sidi Ould Cheikh Abdellahi et n’a sans doute pas digéré la destitution de celui-ci par le général Abdel Aziz le 6 août 2008.
Pour leur part, les autorités mauritaniennes ont lancé le 28 décembre 2011 un mandat d'arrêt international contre quatre Mauritaniens en lien avec le terrorisme, dont Chafi, accusé par Nouakchott de financement du terrorisme, d'intelligence avec des groupes terroristes et d'appui logistique et financier à des groupes terroristes en activité dans le Sahel.

## Conseiller diplomatique
En 2021, le nouveau président nigérien Mohamed Bazoum prend Moustapha Ould Limam Chafi comme conseiller. Il est ensuite membre du comité d'organisation du Dialogue national inclusif et souverain organisé par la junte au pouvoir au Tchad. Il est « facilitateur » dans le dialogue pour que le plus de groupes politiques et militaires opposés au gouvernement participent au DNIS (conjointement avec le Burkinabè Djibrill Bassolé et le Qatari Bin Ahmed Al Misnad)et les Tchadiens Cherif Mahamat Zene, par ailleurs Ministre des Affaires Etrangères en son temps, Liman Mahamat, le Conseiller Ahmad Issakha Diar, Mahamat Ramadan Erdebou, Allamine Bourma Treye, et quelques Généraux de l'Armée Tchadienne.